# Jîtînți, Liubar
Jîtînți (în ucraineană Житинці) este un sat în comuna Hizivșciîna din raionul Liubar, regiunea Jîtomîr, Ucraina.

## Demografie
Componența lingvistică a localității Jîtînți
     Ucraineană (98,15%)
     Rusă (1,48%)
     Alte limbi (0,37%)
Conform recensământului din 2001, majoritatea populației localității Jîtînți era vorbitoare de ucraineană (98,15%), existând în minoritate și vorbitori de rusă (1,48%).